# Маено Рьотаку
Маено Рьотаку (яп. 前野良沢, まえのりょうたく; 1723 — 30 листопада 1803)— японський лікар періоду Едо. Знавець європейської хірургії та анатомії. Представник наукової течії ранґаку.

## Короткі відомості
Маено Рьотаку народився 1723 в Накацу-хані в провінції Будзен, в родині лікаря. Він вивчав ранґаку під керівництвом Аокі Конйо. 1770 року Рьотаку вирушив до Наґасакі, де знаходилася голландська торговельна факторія, для стажування в «голландських науках».
1774 року спільно із лікарем Суґітою Ґемпаку, Рьотаку здійснив переклад голландської праці «Ontleedkundige Tafelen», яку назвав «Новий підручник анатомії». Це була перша наукова праця з анатомії в Японії. Це видання поклало початок західній академічній медицині в Японії і сприяло популяризації ранґаку. Авторство Маено не було відомо до 1815 року, до виходу «Початків ранґаку» Суґіти Ґемпаку.